# Faringe–Gimo Järnväg
Faringe–Gimo järnväg var en förbindelsebana mellan Stockholm-Roslagens Järnvägar och Dannemora–Hargs Järnväg.

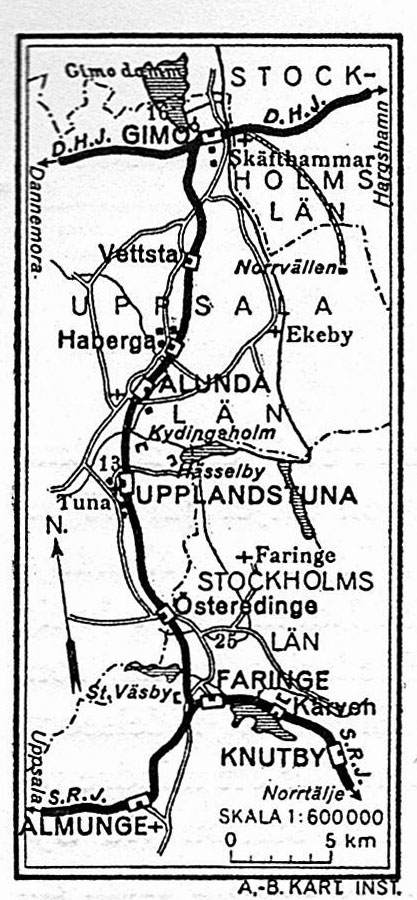
Karta 1926.

## Historik
Faringe–Gimo Järnväg AB (FGJ) koncessionerades 1915 och ägdes då av Stockholm–Rimbo Järnväg AB, Gimo bruk och enskilda personer. Innan den var färdigbyggd var den ett helägt dotterbolag till Stockholm–Rimbo Järnväg AB, som drev trafik under samlingsnamnet Stockholm–Roslagens Järnvägar (SRJ). Banan byggdes för att skapa en smalspårig förbindelse mellan Dannemora–Hargs Järnväg (DHJ) där Stockholm–Rimbo Järnväg var en delägare och de södra järnvägarna inom SRJ. Banan började byggas i september 1917 från Faringe station i nuvarande Näsby på SRJ:s linje Länna–Norrtälje Järnväg och den 16 januari 1919 startade provisorisk godstrafik mellan Faringe och Tuna (senare namnändrad till Upplandstuna). Den 2 november 1920 kunde delsträckan Tuna–Alunda invigas, och på Faringe–Tuna kunde man börja köra persontrafik. Banan anslöts till DHJ vid Gimo och den 1 oktober 1921 kunde slutligen hela sträckan invigas. Samtidigt startade trafiksamarbete mellan DHJ och SRJ.
1935 inlemmades FGJ i DHJ som sedan 1926 hade varit ett helägt dotterbolag till Stockholm–Rimbo Järnväg AB. Den 1 juli 1951 köpte staten Stockholm–Rimbo Järnväg AB med dotterbolag enligt 1939 år riksdagsbeslut. SRJ drevs som ett särskilt statligt bolag (SRJ-koncernen) till den 1 juli 1959 då det blev en del av dåvarande Statens Järnvägar.

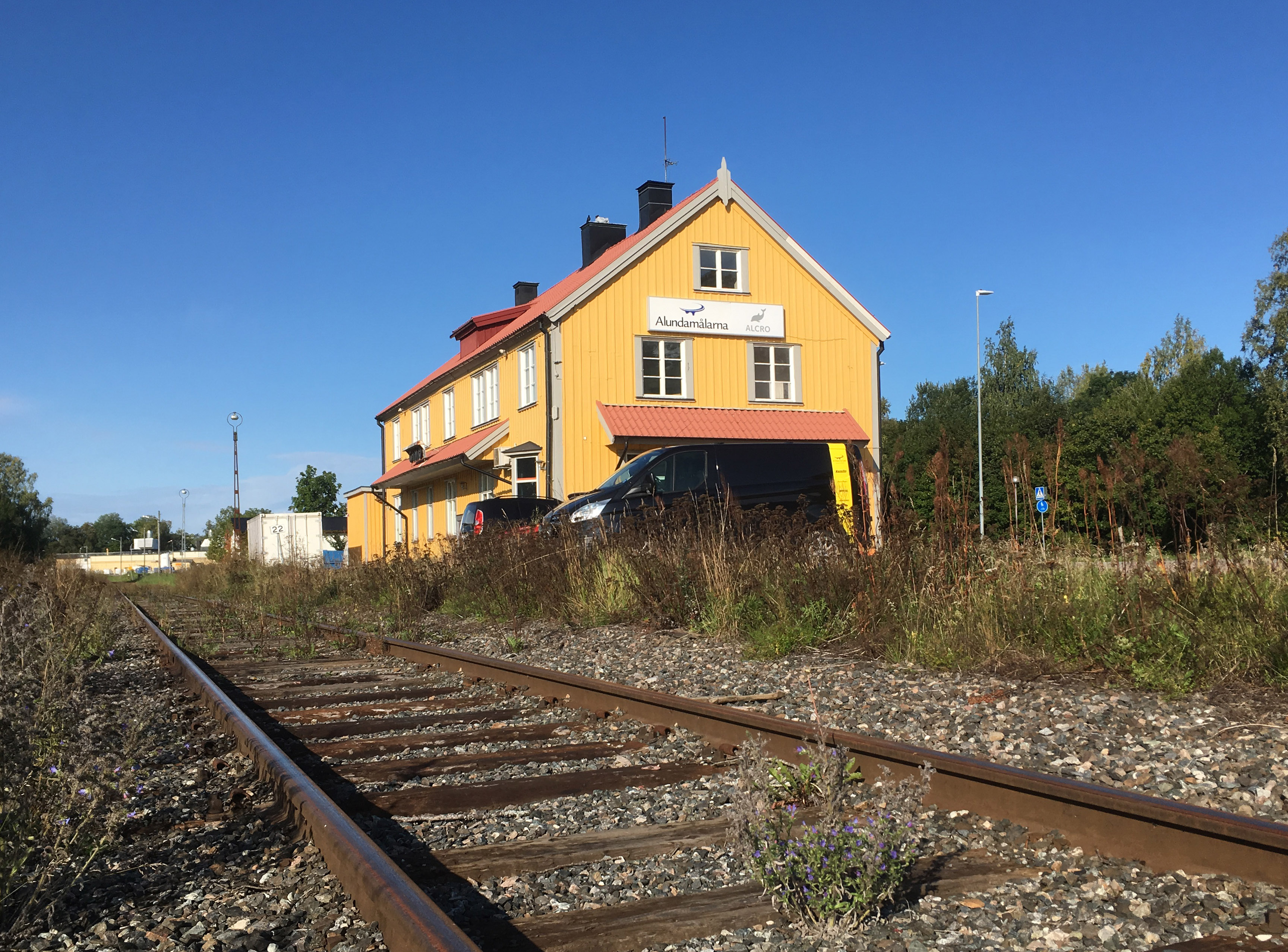
Gimo station, 2019.

Ganska kort därefter, den 1 februari 1960, blev både gods- och persontrafiken nedlagd på före detta FGJ med undantag för malmtransporter Alunda–Gimo och vidare till Hargshamn på DHJ. Denna malmtrafik pågick till i juli 1970 då smalspåret revs mellan Gimo och Hargshamn på DHJ och ersattes med normalspår som sju år senare förlängdes till Hallstavik och blev dagens järnvägslinje Örbyhus–Hallstavik. 1971 revs spåren upp mellan Gimo och Alunda och 1972 revs de återstående spåren upp mellan Alunda och Faringe. Alunda–Faringe hade varit påtänkt som en museibana.